# Quart (bouteille)
Pour les articles homonymes, voir Quart.

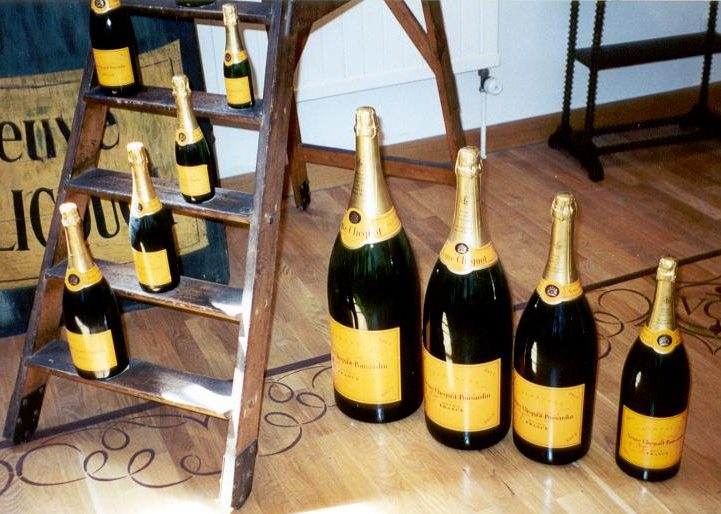
Balthazar et contenants inférieurs

Le quart (ou picollo pour les vins de Bourgogne et les Bordeaux) est une bouteille en verre conçue pour contenir un quart de bouteille, soit 18,7 cl ou 20 cl selon les cas.
Le quart est parfois appelé quart aviation du fait que le principal débouché de ce format est le service à bord des vols d'aviation commerciale. Les quarts de champagne sont ainsi souvent coiffés de bouchons à vis du fait des contraintes de pression à haute altitude.